# 善通寺インターチェンジ

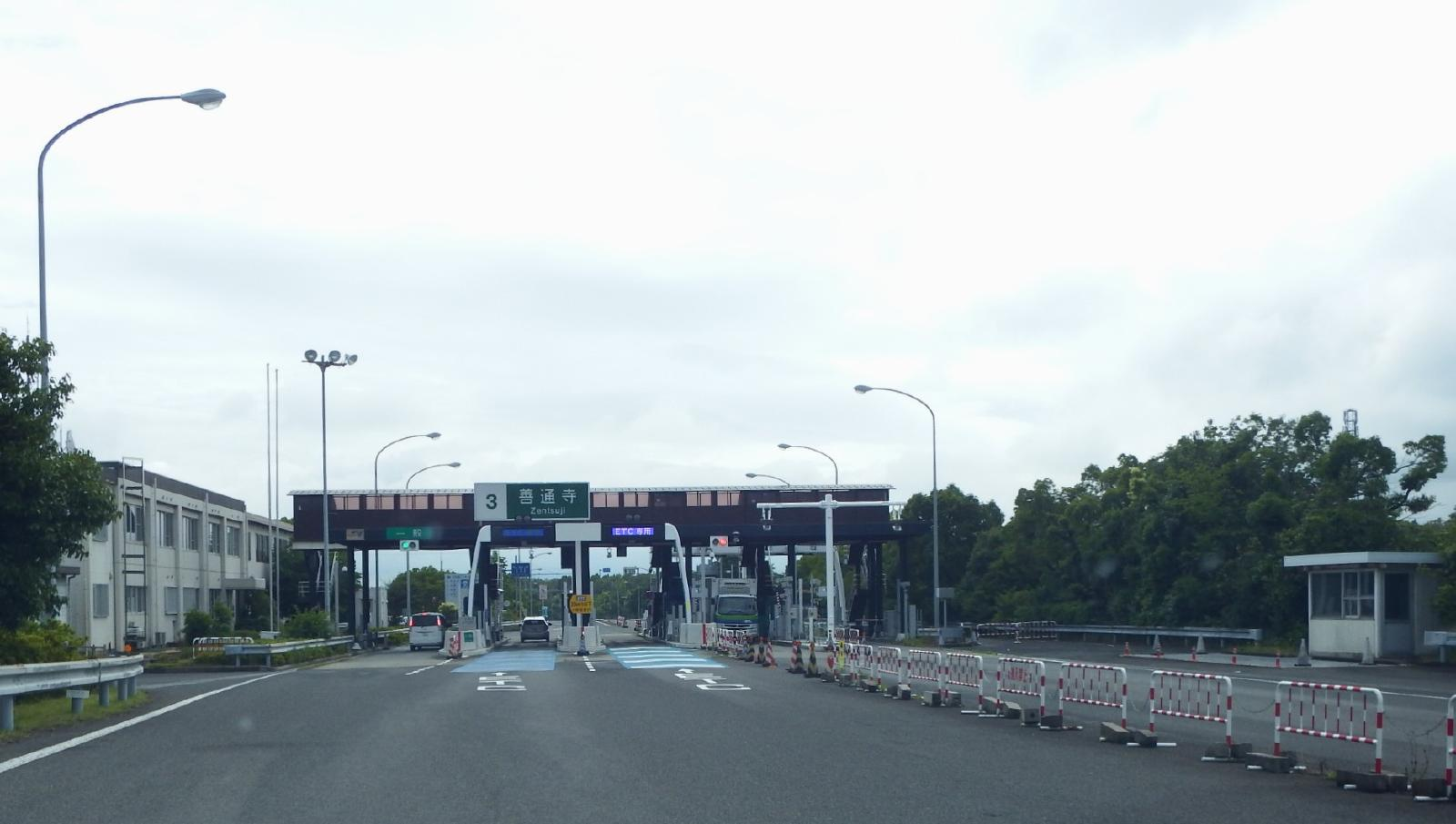
料金所出口

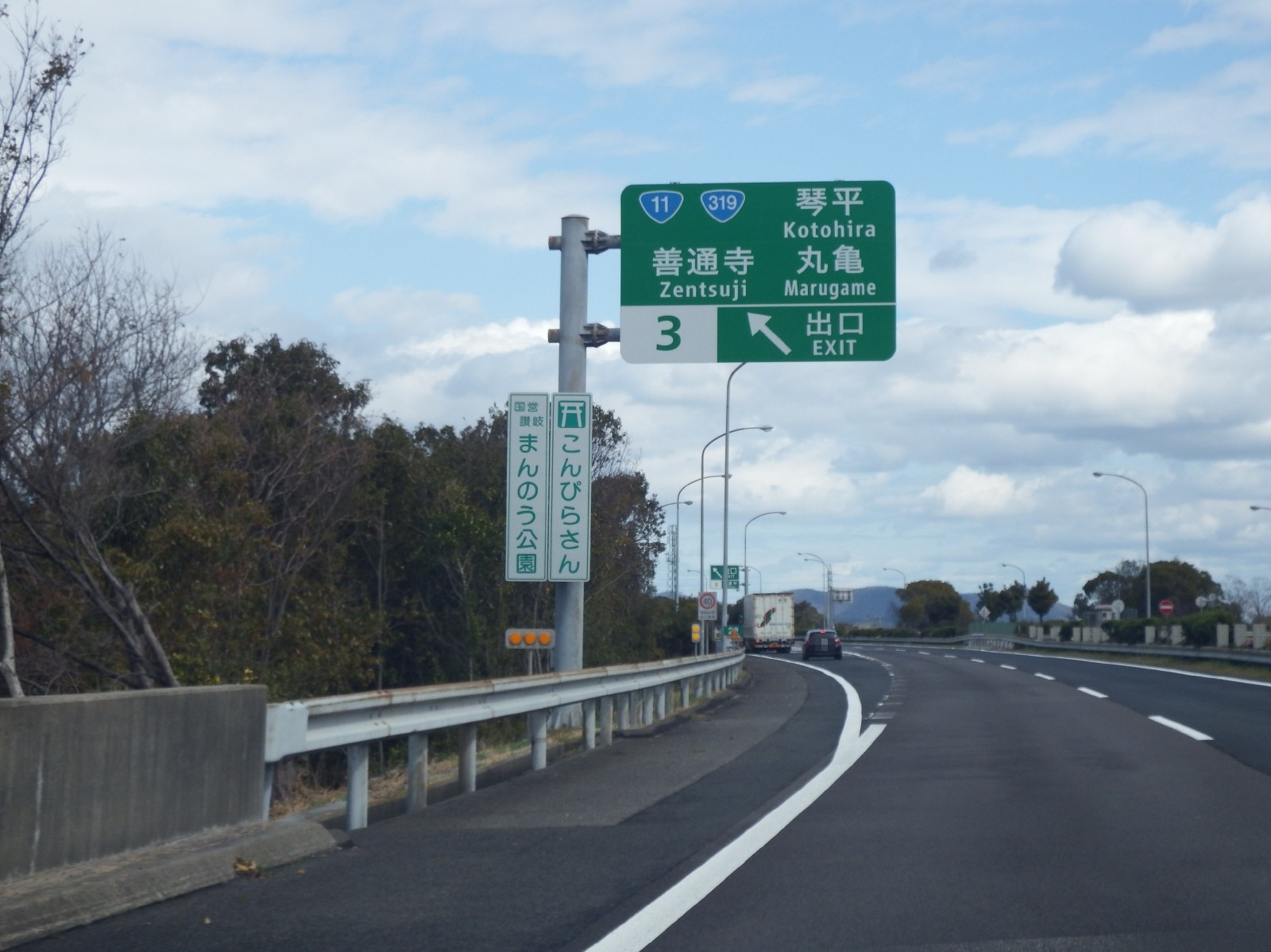
上り線よりの降り口

善通寺インターチェンジ（ぜんつうじインターチェンジ）は、香川県善通寺市にある高松自動車道のインターチェンジ。善通寺市街のほか多度津町・丸亀市・琴平町などの最寄りインターチェンジである。
本ICに併設されている善通寺バスストップ（ぜんつうじバスストップ）及び、本IC近くの国道319号沿いに設置されている善通寺インターバスターミナル（ぜんつうじインターバスターミナル）についてもここで述べる。
1987年の開通から1992年の高松西・坂出延伸まではここが終点だった。その名残か、西日本高速道路四国支社香川高速道路事務所と香川県警察高速道路交通警察隊善通寺分駐隊が併設されている。

## 道路
- E11 高松自動車道（3番）
- 接続する道路：国道319号

## 料金所

### 入口
- レーン数：2
  - ETC専用：1
  - 一般・ETC：1

### 出口
- レーン数：3
  - ETC専用：2
  - 一般：1

## 隣
E11 高松自動車道
(2)坂出JCT - (3)善通寺IC - (3-1)三豊鳥坂IC

## 善通寺バスストップ

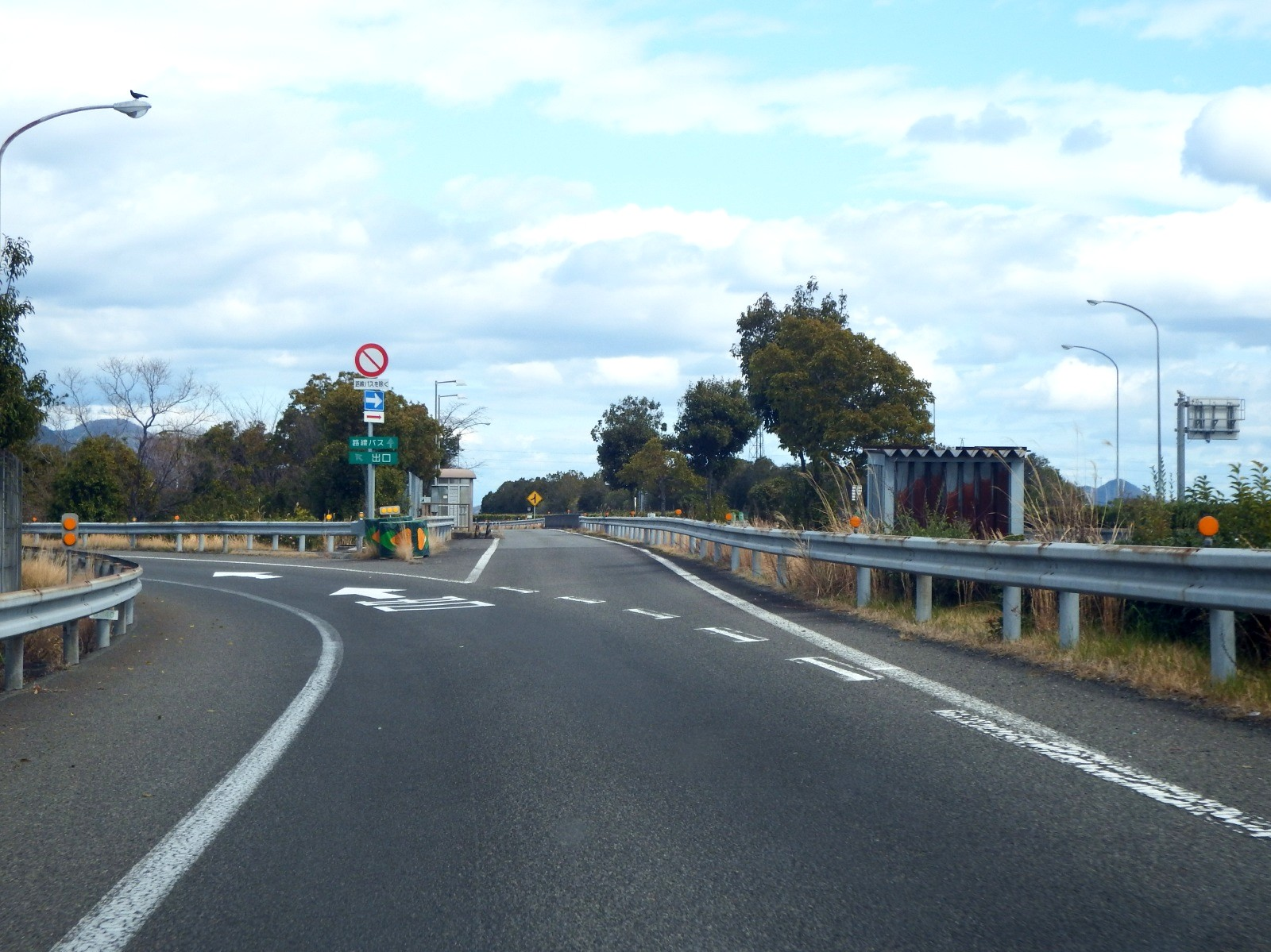
バスストップ

時刻表では、『高速善通寺』と表記されていることが多い。従来より、四国島内完結の高速バスが使用しており高知・松山ゆき（下り）は乗車専用、高松行き（上り）は降車専用で運用されている。ただし、比較的最近に新設されたさぬきエクスプレス八幡浜（2010年3月廃止）は善通寺バスターミナルの運用開始と同時に、同所への乗り入れに変更された。ここに発着する2路線は、善通寺バスターミナルの駐車場無料・割引サービスの対象外となっている。なお、善通寺バスターミナルは四国高速バスが管理運営するため、同ターミナルで高速善通寺発着便の乗車券購入は可能である。善通寺バスターミナルから当のりばまでは徒歩約5分である。

### 主な路線
- 高松 - 松山線（坊っちゃんエクスプレス、特急便は停車しない）
- 高松 - 高知線（黒潮エクスプレス）

## 善通寺インターバスターミナル
善通寺IC入口近くの国道319号沿いに位置するバスターミナルで、パーク&バスライド用に176台の駐車スペースを備える。2009年4月1日より供用を開始した。四国高速バスが管理・運営している。運用開始と同時に、丸亀バスセンター経由便が廃止され、それに先立ち同所のパーク&バスライド駐車場も閉鎖された。
駐車料金は、高速バス利用者は48時間まで無料、以降24時間ごとに500円である。降車時に運転士からサービス券を受け取り、駐車場の精算機に投入することで割引適用となる。また、1時間以内の送迎・チケット購入のためなどの駐車は無料である。
2018年10月16日からは善通寺営業所が併設されている。

### 主な路線
- 丸亀・高松 - 横浜・東京・新宿・八王子線（ハローブリッジ）
- 丸亀・高松 - 名古屋線（さぬきエクスプレス名古屋）
- 高松・丸亀 - 福岡線（さぬきエクスプレス福岡）
- 丸亀 - 神戸・大阪線（さぬきエクスプレス大阪（丸亀発着便のみ））

なお、さぬきエクスプレス大阪（丸亀発着便）の神戸・大阪行きは、次の高速丸亀バスストップ以東、本州側停留所までノンストップとなる。
また、丸亀コミュニティバス（丸亀西線）も停車する。

## 周辺
- 四国八十八箇所霊場・第75番札所善通寺
- 金刀比羅宮
- JR土讃線金蔵寺駅
- 国営讃岐まんのう公園
- 香川県立丸亀競技場 - カマタマーレ讃岐ホームスタジアム
- ゆめタウン丸亀